# Руссо, Патриция
Патриция Ф. Руссо (англ. Patricia Fiorello Russo, род. 12 июня 1952, Трентон, Нью-Джерси, США) — американский менеджер. Была президентом и управляющим директором компании Eastman Kodak (2001—2002), президентом и гендиректором компании Lucent Technologies (2002—2006), затем корпорации Alcatel-Lucent (2006—2008), с конца 2015 года является председателем совета директоров корпорации Hewlett Packard Enterprise.
В 2007 году в рейтинге журнала «Forbes» Патриция Руссо стала 10-й в списке 100 самых влиятельных женщин мира.

## Биография
Родилась 12 июня 1952 года в городе Трентон, штат Нью-Джерси (США).
В 1969 году окончила школу Лоуренса в Нью-Джерси, а затем в 1973 году она получила степень бакалавра в области политологии и истории Джорджтаунского университета в Вашингтоне (округ Колумбия)
После получения образования в течение восьми лет делала карьеру в области маркетинга и продаж в корпорации IBM.
C 1981 года, в течение 15 лет, занимала различные руководящие должности в корпорации AT&T. А затем, в 1996 году после реорганизации AT&T и отделения её бизнеса по производству телекоммуникационного оборудования в отдельную компанию Lucent Technologies, Патриции будучи ближайшим помощником Генри Шахта, вместе с ним запускала новую компанию Lucent, где она доросла до поста генерального директора подразделения Lucent Service Provider Networks — второго по величине подразделения компании. Под руководством Патриции это убыточное подразделение занимавшееся диспетчерскими центрами и структурированными кабельными системами для корпоративного бизнеса было реорганизовано и со 2 октября 2000 года стало полностью самостоятельной компанией — Avaya. А в декабре 2000 года Патриция Руссо была назначена председателем совета директоров компании Avaya.
С 16 апреля 2001 по 6 января 2002 года была президентом и управляющим директором компании Eastman Kodak, оставаясь при этом членом правления компании Avaya.
С 7 января 2002 по 30 ноября 2006 года Руссо была президентом и генеральным директором компании Lucent Technologies и входила в состав совета директоров Lucent Technologies, продолжая оставаться членом правления компании Avaya без руководящих функций.
И после объединения компаний Alcatel и Lucent, с 1 декабря 2006 по 2 сентября 2008 года была генеральным директором объединённой корпорации Alcatel-Lucent.
После увольнения из корпорации Alcatel-Lucent, Руссо участвовала в управлении различными крупными корпорациями как член совета директоров, и в июле 2009 года была назначена в состав совета директоров обновлённой корпорации General Motors Company — проходившую в тот момент процедуру банкротства и крупную реструктуризацию своего бизнеса.
С июля 2014 года в качестве независимого директора вошла в совет директоров корпорации Hewlett-Packard, которая проводила структурную реорганизацию и 1 ноября 2015 года была разделена на две независимые компании HP Inc. и Hewlett Packard Enterprise. А Руссо с ноября 2015 года стала председателем совета директоров новой корпорации Hewlett Packard Enterprise, также оставаясь ещё и членом совета директоров компании Arconic.